# Guxi (köpinghuvudort i Kina, Jiangsu Sheng, lat 32,35, long 120,33)
Guxi är en köpinghuvudort i Kina. Den ligger i provinsen Jiangsu, i den östra delen av landet, omkring 150 kilometer öster om provinshuvudstaden Nanjing. Antalet invånare är 50 385. Befolkningen består av 26 534 kvinnor och 23 851 män. Barn under 15 år utgör 12,0 %, vuxna 15-64 år 69 %, och äldre över 65 år 18,0 %.
Runt Guxi är det tätbefolkat, med 762 invånare per kvadratkilometer. Närmaste större samhälle är Huangqiao, 15,1 km sydväst om Guxi. Trakten runt Guxi består till största delen av jordbruksmark.
Genomsnittlig årsnederbörd är 1 307 millimeter. Den regnigaste månaden är juli, med i genomsnitt 264 mm nederbörd, och den torraste är januari, med 34 mm nederbörd.